# Jaroslav Balaštík
Jaroslav Balaštík (* 28. listopadu 1979 Uherské Hradiště) je bývalý český hokejový útočník.

## Hráčská kariéra
Jaroslav Balaštík hrál v letech 1997 až 2005 českou extraligu za tým HC Hamé Zlín. V roce 2005 přestoupil do NHL k týmu Columbus Blue Jackets. Odehrál zde však jen jednu sezónu 2005/06. V té následující se po 8 zápasech v Columbusu přesunul zpět do Evropy do švédského týmu HV71. Od sezóny 2007/2008 hrál opět ve Zlíně s výjimkou sezóny 2011/2012, kdy hrál za klub BK Mladá Boleslav. Klub nakonec skončil na poslední příčce tabulky a v následné baráži sestoupil. 8. ledna 2011 se stal členem Klubu hokejových střelců deníku Sport. 27. srpna 2015 oznámil konec hráčské kariéry. 

## Trenérská kariéra
Po skončení hráčské kariéry se vydal na trenérskou dráhu. V letech 2020 až 2023 trénoval hokejový klub v Uherském Brodě HC Spartak Uherský Brod.

## Ocenění a úspěchy
- 2003 ČHL – Nejvíce vstřelených branek v oslabení
- 2004 ČHL/SHL – Utkání hvězd české a slovenské extraligy
- 2004 ČHL – Nejlepší střelec
- 2004 ČHL – Nejlepší střelec v přesilových hrách
- 2004 ČHL – Nejlepší střelec v playoff
- 2005 ČHL/SHL – Utkání hvězd české a slovenské extraligy
- 2005 ČHL – Nejlepší střelec
- 2005 ČHL – Nejlepší střelec v přesilových hrách
- 2005 ČHL – Nejtrestanější hráč v playoff
- 2008 ČHL – Nejvíce vstřelených vítězných branek
- 2008 ČHL – Nejlepší střelec
- 2008 ČHL – Nejlepší střelec v přesilových hrách

## Prvenství

### ČHL
- Debut – 27. ledna 1998 (HC České Budějovice proti HC ZPS Barum Zlín)
- První asistence – 3. března 1998 (HC ZPS Barum Zlín proti HC Bohemex Trade Opava)
- První gól – 27. listopadu 1998 (HC Slavia Praha proti HC ZPS Barum Zlín, českému brankáři Romanu Málkovi)
- První hattrick – 26. září 2003 (HC Hamé Zlín proti HC Vítkovice)

### NHL
- Debut – 5. října 2005 (Washington Capitals proti Columbus Blue Jackets)
- První asistence – 9. října 2005 (Chicago Blackhawks proti Columbus Blue Jackets)
- První gól – 1. prosince 2005 (St. Louis Blues proti Columbus Blue Jackets, kanadskému brankáři Patrick Lalime)

## Klubová statistika
| Sezóna       | Klub                      | Soutěž       |     | Základní část | Základní část | Základní část | Základní část | Základní část |    | Play off | Play off | Play off | Play off | Play off |
| Sezóna       | Klub                      | Soutěž       | Z   | G             | A             | B             | TM            | Z             | G  | A        | B        | TM       |          |          |
| 1997–98      | HC ZPS-Barum Zlín         | ČHL          | 5   | 0             | 2             | 2             | 0             | —             | —  | —        | —        | —        |          |          |
| 1998–99      | HC ZPS-Barum Zlín         | ČHL          | 41  | 3             | 6             | 9             | 8             | 9             | 1  | 0        | 1        | 27       |          |          |
| 1999–00      | HC Barum Continental Zlín | ČHL          | 48  | 7             | 10            | 17            | 18            | 4             | 0  | 1        | 1        | 2        |          |          |
| 2000–01      | HC Continental Zlín       | ČHL          | 52  | 8             | 17            | 25            | 32            | 6             | 1  | 1        | 2        | 6        |          |          |
| 2001–02      | HC Continental Zlín       | ČHL          | 50  | 25            | 19            | 44            | 32            | 11            | 3  | 5        | 8        | 14       |          |          |
| 2002–03      | HC Hamé Zlín              | ČHL          | 31  | 14            | 8             | 22            | 26            | —             | —  | —        | —        | —        |          |          |
| 2002–03      | Hämeenlinnan Pallokerho   | SM-l         | 13  | 5             | 7             | 12            | 2             | 13            | 4  | 3        | 7        | 6        |          |          |
| 2003–04      | HC Hamé Zlín              | ČHL          | 51  | 29            | 18            | 47            | 54            | 17            | 9  | 9        | 18       | 32       |          |          |
| 2004–05      | HC Hamé Zlín              | ČHL          | 52  | 30            | 16            | 46            | 74            | 17            | 4  | 9        | 13       | 52       |          |          |
| 2005–06      | Columbus Blue Jackets     | NHL          | 66  | 12            | 10            | 22            | 26            | —             | —  | —        | —        | —        |          |          |
| 2005–06      | Syracuse Crunch           | AHL          | 14  | 3             | 3             | 6             | 6             | —             | —  | —        | —        | —        |          |          |
| 2006–07      | Columbus Blue Jackets     | NHL          | 8   | 1             | 1             | 2             | 4             | —             | —  | —        | —        | —        |          |          |
| 2006–07      | Syracuse Crunch           | AHL          | 6   | 2             | 3             | 5             | 6             | —             | —  | —        | —        | —        |          |          |
| 2006–07      | HV71                      | SEL          | 25  | 3             | 10            | 13            | 4             | 14            | 5  | 2        | 7        | 34       |          |          |
| 2007–08      | RI Okna Zlín              | ČHL          | 52  | 29            | 11            | 40            | 72            | —             | —  | —        | —        | —        |          |          |
| 2008–09      | PSG Zlín                  | ČHL          | 52  | 20            | 16            | 36            | 72            | 5             | 0  | 0        | 0        | 26       |          |          |
| 2009–10      | PSG Zlín                  | ČHL          | 45  | 21            | 21            | 42            | 32            | 6             | 8  | 6        | 14       | 8        |          |          |
| 2010–11      | PSG Zlín                  | ČHL          | 52  | 22            | 13            | 35            | 34            | 4             | 2  | 1        | 3        | 4        |          |          |
| 2011–12      | BK Mladá Boleslav         | ČHL          | 52  | 17            | 16            | 33            | 38            | —             | —  | —        | —        | —        |          |          |
| 2012–13      | PSG Zlín                  | ČHL          | 52  | 26            | 13            | 39            | 28            | 19            | 4  | 4        | 8        | 4        |          |          |
| 2013–14      | PSG Zlín                  | ČHL          | 52  | 20            | 11            | 31            | 34            | 17            | 4  | 5        | 9        | 14       |          |          |
| 2014–15      | PSG Zlín                  | ČHL          | 14  | 3             | 2             | 5             | 6             | —             | —  | —        | —        | —        |          |          |
| 2014–15      | Bílí Tygři Liberec        | ČHL          | 23  | 2             | 1             | 3             | 10            | —             | —  | —        | —        | —        |          |          |
| Celkem v ČHL | Celkem v ČHL              | Celkem v ČHL | 724 | 276           | 200           | 476           | 570           | 138           | 42 | 50       | 92       | 215      |          |          |
| Celkem v NHL | Celkem v NHL              | Celkem v NHL | 74  | 13            | 11            | 24            | 30            | —             | —  | —        | —        | —        |          |          |

## Reprezentace
První zápas v národním týmu: 6. listopadu 2001, Česko – Finsko (Helsinky).
| Rok                       | Tým                       | Soutěž                    | Z  | G | A | B | TM |
| ------------------------- | ------------------------- | ------------------------- | -- | - | - | - | -- |
| 1997                      | Česko 18                  | MEJ                       | 6  | 1 | 2 | 3 | 0  |
| 1999                      | Česko 20                  | MSJ                       | 6  | 2 | 3 | 5 | 0  |
| 2003                      | Česko                     | MS                        | 8  | 1 | 0 | 1 | 2  |
| 2006                      | Česko                     | MS                        | 9  | 4 | 2 | 6 | 2  |
| 2007                      | Česko                     | MS                        | 6  | 0 | 0 | 0 | 4  |
| Juniorská kariéra celkově | Juniorská kariéra celkově | Juniorská kariéra celkově | 12 | 3 | 5 | 8 | 0  |
| Seniorská kariéra celkově | Seniorská kariéra celkově | Seniorská kariéra celkově | 23 | 5 | 2 | 7 | 8  |